# Tatarpur Lallu
Tatarpur Lallu – miasto w północnych Indiach w stanie Uttar Pradesh, na Nizinie Hindustańskiej.
Populacja miasta w 2001 roku wynosiła 5967 mieszkańców.